# Langlois, Oregon
Langlois, Oregon (енгл. Langlois) насељено је место без административног статуса у америчкој савезној држави Орегон.

## Демографија
По попису из 2010. године број становника је 177.
| Група             | 2000.    | 2010.       |
| Белци             | 0 (0,0%) | 167 (94,4%) |
| Афроамериканци    | 0 (0,0%) | 0 (0,0%)    |
| Азијати           | 0 (0,0%) | 2 (1,1%)    |
| Хиспаноамериканци | 0 (0,0%) | 6 (3,4%)    |
| Укупно            | 0        | 177         |